# 到底是誰搞的鬼
《到底是誰搞的鬼》（英語：I Still Know What You Did Last Summer）是一部於1998年上映的美墨德合拍的砍杀电影，前一年《是誰搞的鬼》的续集。

## 剧情
故事发生在上一部电影一年后。朱莉的室友卡拉·威尔逊接到当地广播电台的电话，赢得了7月4日赴巴哈马旅游费用全免的机会。朱莉邀请她的男朋友雷·布朗森同去。他拒绝了，但后来改变了主意，想给朱莉以惊喜，向她求婚。那天晚上，雷和他的同事戴夫开车到波士顿去见朱莉，路上遇见一辆抛锚的宝马车和一具尸体，两人便停下车来。雷下车查看，发现尸体是一个穿着渔夫衣服的假人。突然，本·威利斯出现，用钩子杀死了戴夫。本开着雷的车追赶雷，雷从山上跌落侥幸逃脱。
第二天早上，朱莉、卡拉、两人的朋友威尔·本森、卡拉的男友泰瑞尔四人一同出发，到达酒店后发现客人们因为即将到来的飓风都离开了。当晚，酒店的酒吧里，朱莉在唱卡拉OK时，字幕出现“我仍然知道你去年夏天干了什么”。朱莉吓得跑回房间，发现她的牙刷不见了，后来又在衣橱里找到了码头工人达里克的尸体。她去找另外三人，但是回来时，达里克的尸体却消失了。酒店经理不相信她的故事。朱莉想打电话给警察，但由于飓风，电话打不通。后来本来到酒店并杀死了酒店员工。
第二天，他们发现酒店员工和经理被杀害，无线电也已被捣毁。泰瑞尔怀疑船上搬运工埃斯蒂斯是杀手，因为他是唯一一个他们找不到的人。四人前往埃斯蒂斯的公寓寻找线索，发现了朱莉的牙刷和卡拉的发带，表明埃斯蒂斯一直在给他们下咒。埃斯蒂斯解释称，他其实是想保护他们。他带他们去森林里的墓地，给他们看本的妻子和女儿的坟墓，此外还有一个空坟墓和墓碑，上面有朱莉的名字。埃斯蒂斯说本和他的妻子莎拉有个儿子叫威尔，还有个女儿叫苏茜。原来，之前，莎拉准备把孩子带离本与人私奔，在朱莉住的那间酒店房间里被本杀害。
不久，四人发现埃斯蒂斯不见了，威尔自告奋勇去找他。三人回到酒店收集家伙保护自己。他们到厨房找东西吃，发现了酒保南希。此时雷正开船前来。本来到厨房，用钩子将泰瑞尔杀死。她们逃到阁楼，卡拉被本攻击，两人掉进酒店卧室。卡拉从房间窗户跳到外面的温室上。朱莉和南希赶去救卡拉，三人跑到地窖躲藏。威尔想让她们回到酒店，便说他在海滩上看到了本。
回到酒店后，朱莉看到威尔的肚子在流血。南希和卡拉去找一个急救包，却发现埃斯蒂斯被鱼叉刺死。此时本出现，杀死南希，击昏卡拉。朱莉想给威尔包扎却无法找到伤口，威尔便告诉她这不是他的血。原来，威尔就是电台主持人。威尔把朱莉拖到墓地，告诉她他其实是本的儿子。本出现并攻击朱莉。雷开船赶到，冲突中本误杀威尔。朱莉捡起雷的枪将本击毙。
結尾茱莉與雷住在一塊，但鐵鉤手從床底下把茱莉拖進去，全片結束。

## 外部連結
- 互联网电影数据库（IMDb）上《到底是誰搞的鬼》的资料（英文）
- AllMovie上《到底是誰搞的鬼》的资料（英文）
- Box Office Mojo上《到底是誰搞的鬼》的資料（英文）
- 爛番茄上《到底是誰搞的鬼》的資料（英文）